# Lucille Ballová
Lucille Désirée Ballová (6. srpna 1911 Jamestown, New York, USA – 26. dubna 1989 Los Angeles, Kalifornie) byla americká komediální herečka a televizní producentka.

## Život

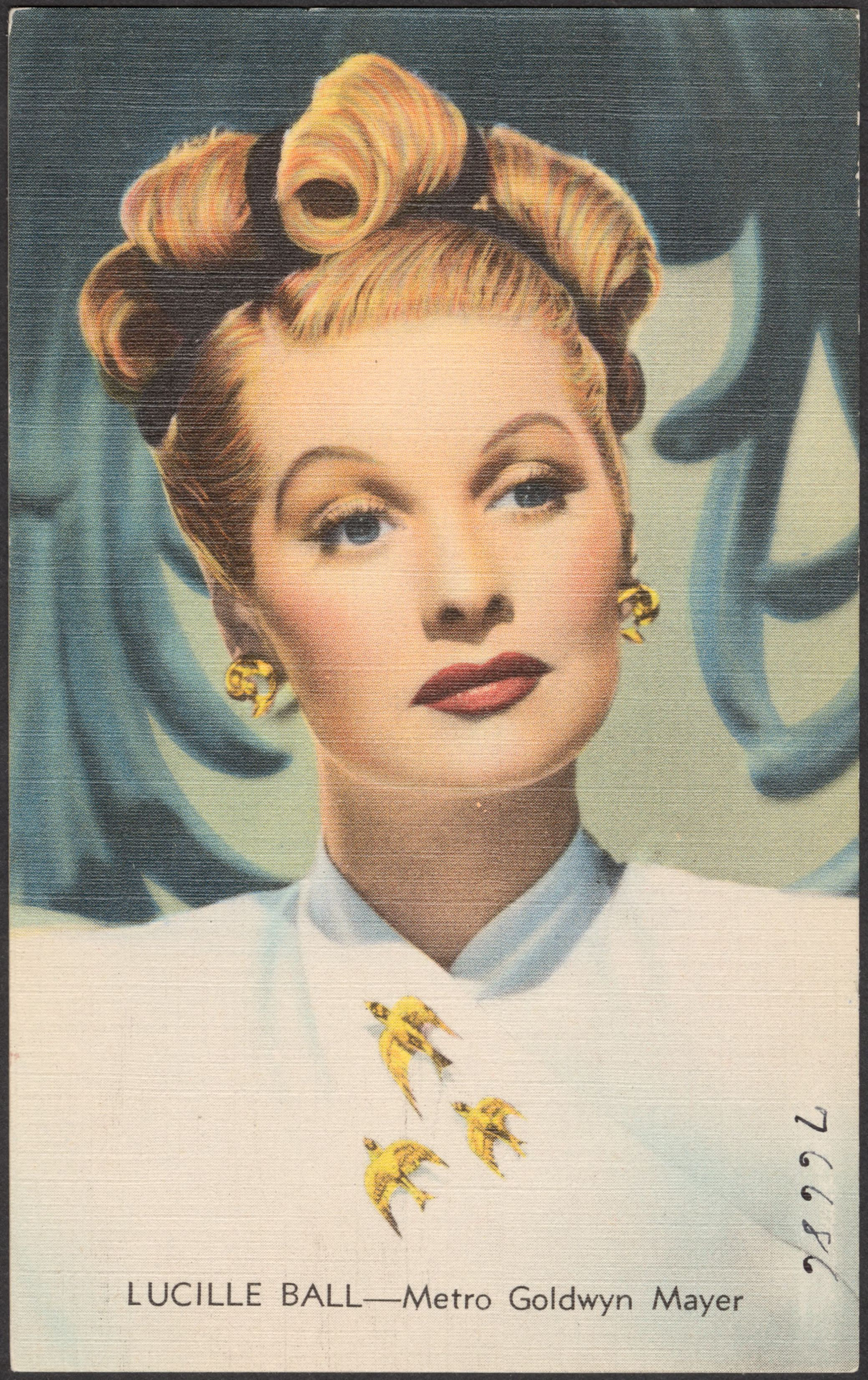
Poštovní známka s Lucille Ballovou.

Narodila se 6. srpna 1911 na Stewart Avenue 60 v Jamestownu, jako první dítě a jediná dcera elektro údržbáře Henryho Durrella Balla a Désirée Evelyn Ballové (rodným jménem Huntová). V dětství se kvůli kariéře jejího otce, pracujícího pro společnost Bell Telephone, její rodina často stěhovala, až do 28. února 1915, kdy její otec zemřel na tyfus. Bylo mu pouhých 27 let a spolu se svou ženou čekali dalšího potomka (Fred Ball, *1915).
Rodina se poté vrátila zpět do New Yorku, kde Lucille a jejího bratra pomáhali vychovávat i jejich prarodiče v Celoronu. Její matka se 4 roky po manželově smrti opět vdala, za Edwarda Petersona jehož rodiče se o Lucille a Freda začali také starat. Když bylo Lucille 12 let její nevlastní otec ji povzbudil, aby se zúčastnila konkurzu do společnost Shriners, pro kterou pracoval a která potřebovala baviče do divadelní sboru.
Vystupování ji začalo bavit a v roce 1926 ji její matka navzdory skromným rodinným financím zapsala do školy dramatických umění Johna Murraye Andersona, kde chodila do třídy i s budoucí hereckou hvězdou Bette Davisovou. Podle zdejších učitelů však moc talentu neměla a byli přesvědčeni, že to v kariéře nikam nedotáhne, což jí také dávali značně najevo. Lucille se však nenechala zastrašit a v roce 1928 se vrátila zpět do New Yorku, kde začala pracovat jako modelka pro podnikatelku Hattie Carneigeovou. Na její radu si také nechala přebarvit své vlasy na blond. 
Brzy na to však onemocněla revmatickou horečkou a po další dva roky nemohla pracovat. Až v roce 1932 nastoupila zpět k Hattie Carneigové, ale brzy začala vystupovat i se sborem na Broadwayi. U divadla však dlouho nevydržela a v roce 1933 se stala jednou ze souboru tanečnic, známých jako „Goldwyn Girls“, se kterým se objevila ve filmu Římské aféry (1933). Během 30. let se poté objevila ještě v několika malých rolích pro společnost RKO Radio Pictures, mezi které patří např. Roberta (1935), kde si zahrála po boku Irenne Dunne, Freda Astaireho i Ginger Rodgersové či Motýl vzlétl k záři (1937), také s Ginger Rodgersovou i s další velkou hvězdou Katharine Hepburnovou.

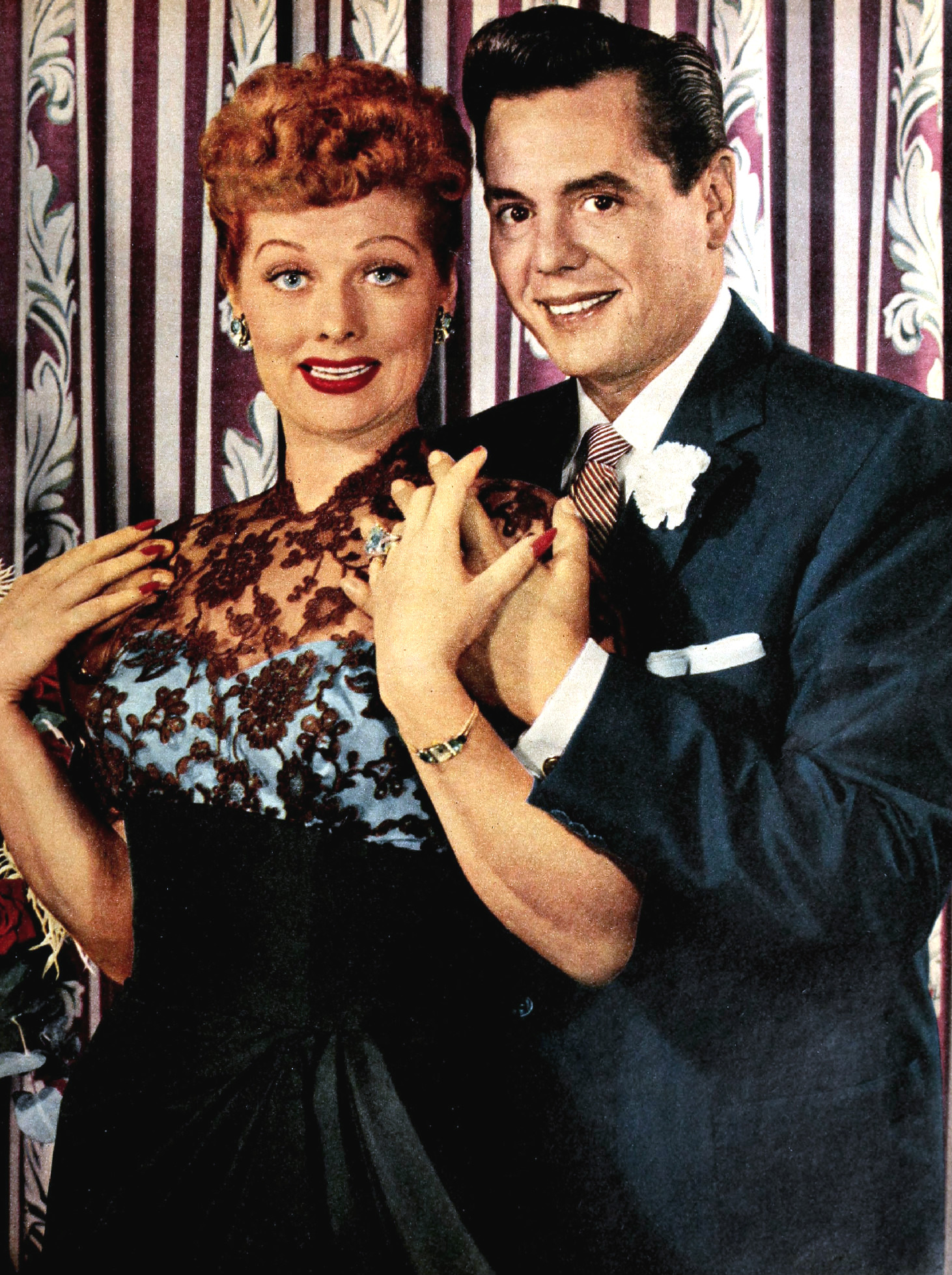
Lucille Ballová s manželem Desi Arnazem (1955)

V roce 1940 byla konečně obsazena do hlavní role v muzikálu Too Many Girls, kde se setkala a zamilovala do herce Desiho Arnaze, za nějž se téhož roku také vdala. Brzy na to podepsala smlouvu se studiem Metro-Goldwyn-Mayer, kde se však žádných větších rolí nedočkala a vysloužila si navíc přezdívku „Queen of the Bs“ (~ Královna béčkových filmů). Jelikož se jí stále nedařilo u filmu prosadit, podobně jako většina začínajících hereček se chopila práce pro rádio, kde si zajistila publicitu a také doplnila příjem.
Další větší roli získala v roce 1942, kdy se objevila v romantickém dramatu The Big Street po boku Henryho Fondy. V následujícím roce jí připadla role ve filmu Du Barry Was a Lady, kterou před ní odmítla Lucilliina přítelkyně Ann Sothernová. Po zbytek dekády si zahrála ještě v celkem 15 filmech. Žádný z nich jí však velkou slávu nepřinesl.
Za nejúspěšnější Lucillin počin 40. let se však dá považovat rozhlasová komedie Můj oblíbený manžel pro CBS Radio, ve které vystupovala i se svým pravým manželem Arnazem. Společnost je však nejprve nechtěla přijmout. Nebyli si jisti, jak veřejnost přijme anglo-americkou zrzku a Kubánce v páru. Po Mém oblíbeném manželovi však následoval další sitcom I Love Lucy (1951–1957), který se stal obrovským hitem, a navíc dokázal zpravit jejich už tehdy poměrně napjaté manželství.
Své neúspěchy na stříbrném plátně si zcela nahradila v televizní produkci hlavně v 50. letech, kdy dosáhla několika prvenství a stala se také první ženou v čele televizní produkční společnosti Desilu, kterou založila spolu se svým manželem. I během šestiletého natáčení I Love Lucy si spolu zahráli ve dvou celovečerních filmech; The Long, Long Trailer (1954) a Forever, Darling (1956). Jejich studio Desilu produkovalo kromě I Love Lucy také několik dalších pořadů, jako např. The Untouchables (1959–1963), Star Trek (1966–1969) nebo Mission: Impossible (1966–1973). Lucille v roce 1967 také prodala své podíly ve společnosti Gulf+Western za 17 000 000 dolarů a studio Desilu bylo přejmenováno na Paramount Television. Po jejich rozvodu v roce 1960 odkoupila také manželův podíl a začala se aktivně věnovat své pozici vedoucí ateliéru.
Během 60. a 70. let se dál věnovala vedení studia a pokračovala v hraní v mnoha dalších sitcomech i v pár celovečerních filmech. V seriálu Here's Lucy si mj. zahrály i její dvě děti Lucie a Desi. Její kariéra však koncem 70. let začala stejně jako její seriály pomalu upadat, a to i přesto, že v každém z nich účinkovalo několik opravdu známých herců či hereček, jako např. Ginger Rodgersová, Jack Benny či Ethel Merman.

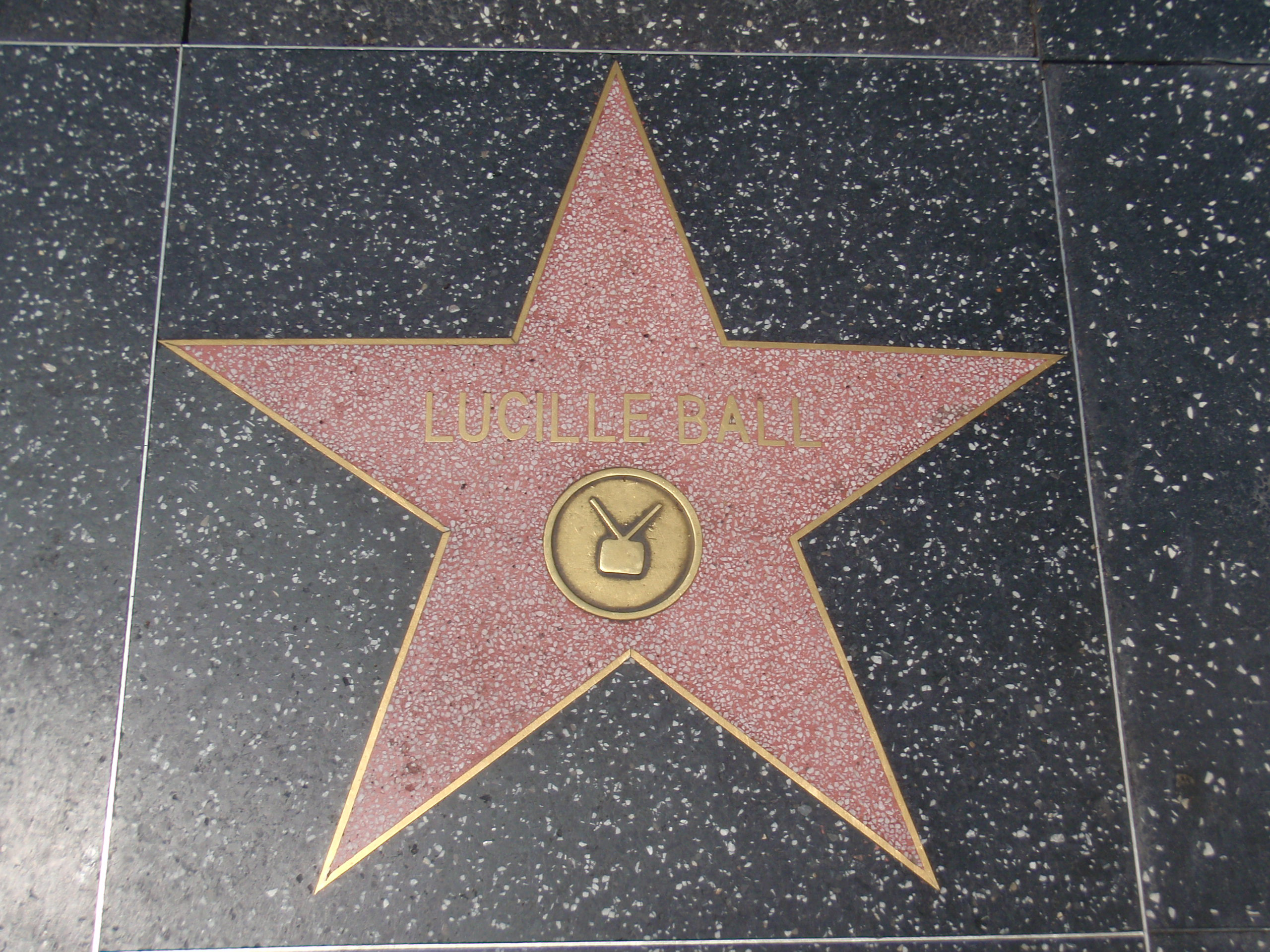
Hvězda Lucille Ballové na Hollywoodském chodníku slávy

Počátkem 80. let se pokusila svou kariéru znovu vzkřísit dvoudílnou retrospektivou Three's Company, která však na úspěchy jejích seriálů z minulých dekád nenavázala.
Její bývalý manžel Desi Arnaz zemřel v roce 1986 a i Lucille byla o dva roky později hospitalizována poté, co utrpěla mírný infarkt. Měsíc před svou smrtí ještě vystoupila na předávání Oscarů a zemřela 26. dubna 1989 na prasknutí aneurysmatu břišní aorty.

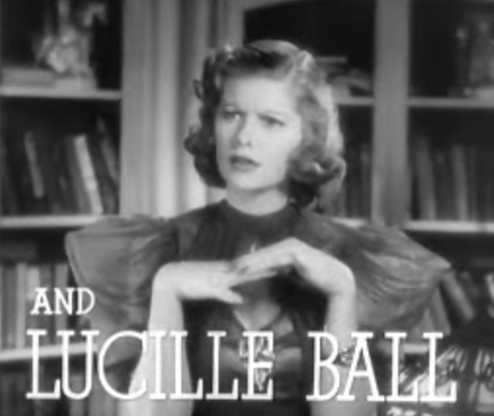
Lucille Ballová ve filmu Motýl vzlétl k záři (1937)

## Filmografie (pouze jako herečka)

### Filmy
- 1935 Roberta (režie William A. Seiter)
- 1937 Motýl vzlétl k záři (režie Gregory La Cava)
- 1938 The Affairs of Annabel (režie Benjamin Stoloff a Lew Landers)
- 1938 Annabel Takes a Tour (režie Lew Landers)
- 1938 Next Time I Marry (režie Garson Kanin)
- 1939 Twelve Crowded Hours (režie Lew Landers)
- 1939 Panama Lady (režie Jack B. Hively)
- 1939 Beauty for the Asking (režie Glenn Tryon)
- 1940 You Can't Fool Your Wife (režie Ray McCarey)
- 1940 Too Many Girls (režie George Abbott)
- 1941 A Girl, a Guy, and a Gob (režie Richard Wallace)
- 1941 Look Who's Laughing (režie Allan Dwan)
- 1942 Valley of the Sun (režie George Marshall)
- 1942 The Big Street (režie Irving Reis)
- 1942 Seven Days' Leave (režie Tim Whelan)
- 1943 Du Barry Was a Lady (režie Roy Del Ruth)
- 1943 Best Foot Forward (režie Edward Buzzell)
- 1944 Meet the People (režie Charles Reisner)
- 1945 Ziegfeldův kabaret (režie Charles Walters, Norman Taurog, George Sidney, Vincente Minnelli, Roy Del Ruth a Robert Lewis)
- 1946 The Dark Corner (režie Henry Hathaway)
- 1946 Two Smart People (režie Jules Dassin)
- 1946 Lover Come Back (režie William A. Seiter)
- 1947 Lured (režie Douglas Sirk)
- 1947 Her Husband's Affairs (režie S. Sylvan Simon)
- 1949 Miss Grant Takes Richmond (režie Lloyd Bacon)
- 1950 The Fuller Brush Girl (režie Lloyd Bacon)
- 1950 Fancy Pants (režie George Marshall)
- 1951 The Magic Carpet (režie Lew Landers)
- 1953 I Love Lucy (režie Jess Oppenheimer)
- 1954 The Long, Long Trailer (režie Vincente Minnelli)
- 1956 Forever, Darling (režie Alexander Hall)
- 1960 Fakta života (režie Melvin Frank)
- 1968 Tvoje, moje a naše (režie Melville Shavelson)
- 1974 Mame (režie Gene Saks)

### Televizní filmy
- 1956 Lucy se opravdu zbláznila (režie Desi Arnaz)
- 1964 Steve Binder (režie Jack Donohue)
- 1966 Lucy in London (režie Steve Binder)
- 1970 Swing Out, Sweet Land (režie Stan Harris)
- 1974 Happy Anniversary and Goodbye (režie Jack Donohue)
- 1975 Lucy Gets Lucky (režie Jack Donohue)
- 1975 Three for Two (režie Charles Walters)
- 1976 What Now, Catherine Curtis? (režie Charles Walters)
- 1977 Lucy Calls the President (režie Marc Daniels)
- 1979 Cher... and Other Fantasies (režie Art Fisher)
- 1985 Kamenný polštář (režie George Schaefer)

### Seriály
- 1956 The Bob Hope Show (1 epizoda), (režie Bill Ward)
- 1951–1957 I Love Lucy (180 epizod), (režie William Asher, James V. Kern, Marc Daniels a Ralph Levy)
- 1958 Westinghouse Desilu Playhouse (1 epizoda), (režie Jerry Thorpe)
- 1959 Make Room for Daddy (1 epizoda), (režie Sheldon Leonard)
- 1959 The Phil Silvers Show (1 epizoda), (režie Aaron Ruben)
- 1959 The Ann Sothern Show (1 epizoda), (režie Sidney Miller)
- 1959 Sunday Showcase (1 epizoda), (režie William McCarthy)
- 1957–1960 The Lucy-Desi Comedy Hour (13 epizod), (režie Jerry Thorpe a Desi Arnaz)
- 1963 The Greatest Show on Earth (1 epizoda), (režie Robert Butler)
- 1962–1968 The Lucy Show (156 epizod), (režie Jack Donohue a Maury Thompson)
- 1971 Make Room for Granddaddy (1 epizoda), (režie John Rich)
- 1968–1974 Here's Lucy (144 epizod), (režie (více než 12 různých))
- 1976 The Practise (1 epizoda), (režie Lee Philips)
- 1979 The Mary Tyler Moore Hour (1 epizoda), (režie Jay Sandrich)
- 1986 Life with Lucy (13 epizod), (režie Marc Daniels, Peter Baldwin, Bruce Bilson)